# Star Trek Online
Star Trek Online — MMORPG по сеттингу вселенной «Звёздный путь», одна из игр по этому сеттингу. Первая MMORPG по вселенной Звёздного пути.
Выпущена в США, Европе и Австралии в начале февраля 2010. По состоянию на 8 ноября 2013, ограничения на регистрацию игроков из России были полностью сняты. Регистрация из других стран СНГ и Прибалтики не имеет ограничений.

## Основная информация

### Описание
Игровые действия начинаются в Звёздную дату 77021.1 (2409 год), спустя примерно тридцать лет после событий фильма «Звёздный путь: Возмездие». На данный момент в игровой вселенной идёт 2411 год (по календарю Земли). Альфа квадрант восстанавливается после войны с Доминионом, Ромуланская звездная империя после подписания нескольких пактов и гибели своей столичной звёздной системы двадцатью двумя годами ранее (как показано в перезапуске Дж. Дж. Абрамса) больше не представляет угрозы, а Клингонская Империя вновь объявила войну Федерации. Все больше рас поступают в Академию Звездного флота. Борги возобновили свои нападения на Альфа- и Бета-квадранты, но не представляют значительной угрозы из-за технологий, привезённых из уже не существующего будущего адмиралом Кэтрин Джейнвэй.
Большая часть игрового процесса протекает в Альфа- и Бета-квадрантах, однако же несколько миссий переносят игрока в Гамма и Дельта-квадранты. В игре можно посетить множество мест, знакомых по сериалам, фильмам, книгам и комиксам Звёздного пути. К этим местам относятся:
- планеты Вулкан, Андория, Баджор, Земля, Райза, Кронос;
- космические станции DS-9 и DS K-7; Академия Звёздного флота и Клингонская академия. Также в STO можно встретить персонажей, знакомых по вселенной Звёздного пути — адмирала Тувока, Ташу Яр, Ворфа, Наоми Вайлдмэн, Мирал Пэрис, Монтгомери Скотта, доктора МакКоя, сына Майлза О’Браена и др.

### Особенности
С 17 января 2012 года игра переведена в режим f2p, что дает возможность пользователям иметь серебряный аккаунт. Золотой аккаунт подразумевает ежемесячную абонентскую плату, сопоставимую текущим ценам на подписки в других MMORPG. Как уже было сказано, игрок может посетить множество мест вселенной «Звёздного пути» от третьего лица.
Игрок с каждым рангом (1 ранг=10 уровней) получает все больше умений и навыков, а также получает более мощный корабль. Мощность кораблей зависит от дизайна корабля, корабельного оборудования, а также капитана (за которого играет сам игрок) и экипажа. Игроки могут собираться в команды по 5 человек и проходить миссии вместе. Игра основана на каноне «Звёздного пути», однако разработчики добавили в игру несколько новых классов кораблей, рас, планет и технологий.
Игра первоначально будет доступна для PC Windows, но были намеки на другие платформы, такие как мобильные устройства.
Поддержка модификаций сообщества и контента, сделанного пользователями, в пределах игры будет осуществляться через Литейную — специальный редактор пользовательского контента. Во все миссии из Литейной может играть каждый игрок, они доступны в специальном разделе миссий. Общение между игроками в STO проходит с помощью текстового и голосового чатов.

### Системные требования
Минимальные системные требования:
- Операционная система: Windows XP SP2 / Windows Vista / Windows 7 (64-bit)
- Процессор: Intel Core 2 Duo 1.8 Ghz или AMD Athlon X2 3800+
- Оперативная память: 1GB RAM
- Видеокарта: NVIDIA GeForce 7950 / ATI Radeon X1800 / Intel HD Graphics
- Звук: DirectX 9.0c Compatible Soundcard
- DirectX: Version 9.0c or Higher
- Место на жёстком диске: 10GB Free Disk Space (файловая система NTFS)
- Network: Internet Broadband Connection Required

Рекомендуемые системные требования:
- Операционная система: Windows XP SP2 / Windows Vista / Windows 7 (64-bit)
- Процессор: Intel E8400 Core 2 Duo или AMD Athlon X2 5600+
- Оперативная память: 2GB RAM+
- Видеокарта: NVIDIA GeForce 8800 / ATI Radeon HD 3850+
- Звук: DirectX 9.0c Compatible Soundcard
- DirectX: Version 9.0c or Higher
- Место на жёстком диске: 10GB Free Disk Space (файловая система NTFS)
- Network: Internet Broadband Connection Required

## Игровой процесс

### Персонаж
Каждый игрок в начале игры должен выбрать для своего персонажа пол, расу (зависит от фракции) и специальность (тактик, учёный, инженер).
Персонаж начинает игру с обучающей миссии, на которой становится капитаном корабля.
Чем больше миссий проходит игрок своим персонажем, тем больше опыта получает и, соответственно, достигает все большего игрового уровня.

### Миссии
Как и другие MMORPG, STO основана на прохождение миссий — квестов, наградой за успешное выполнение которых являются очки опыта, вещи для персонажа или корабля, денежная компенсация и т. д.
Миссии в игре связаны общей сюжетной линией разделены на несколько фронтов. Также, помимо обычных миссий, в игре присутствуют серии особенных эпизодов, задания в которых на порядок сложнее и интереснее. Эти миссии имеют озвученные диалоги и анимированные заставки.
На многие миссии нужно ходить командой по 5 персонажей. Это либо сам игрок и 4 его офицера мостика, либо 5 игроков, договорившихся между собой и создавших команду для прохождения.
Помимо PvE-миссий, игроки могут участвовать в PvP-боях на земле и в космосе.

### Фракции
В STO игрок может начать свой путь как капитан Звёздного флота Федерации, Клингонской Империи или же Ромуланской Республики.
Расы Федерации
| Общедоступные                        | Платные (за реальные деньги/ZEN)                               |
| ------------------------------------ | -------------------------------------------------------------- |
| люди                                 | освобожденные борги (при покупке пожизненной подписки на игру) |
| вулканцы                             | каитиане                                                       |
| андорианцы                           | клингоны                                                       |
| баджорцы                             | соединенные триллы (с симбионтом)                              |
| бензиты                              |                                                                |
| бетазоиды                            |                                                                |
| болианцы                             |                                                                |
| сауриане                             |                                                                |
| несоединенные триллы (без симбионта) |                                                                |
| регилиане                            |                                                                |
| ференги                              |                                                                |
| паклиды                              |                                                                |
| теллариты                            |                                                                |

Расы Клингонской империи
| Общедоступные | Платные (за реальные деньги/ZEN)                               |
| ------------- | -------------------------------------------------------------- |
| клингоны      | освобожденные борги (при покупке пожизненной подписки на игру) |
| горны         | соединенные триллы (с симбионтом)                              |
| наусикане     | ферасане                                                       |
| орионцы       |                                                                |
| летиане       |                                                                |

Расы Ромуланской Республики
| Общедоступные | Платные (за реальные деньги/ZEN)                                                |
| ------------- | ------------------------------------------------------------------------------- |
| ромуланцы     | освобожденные борги (при покупке пожизненной подписки на игру)                  |
|               | реманцы (приобретаются в ZEN-store, либо после 5-го тира репутации New Romulus) |

От выбора фракции зависит вид кораблей, на которых летает игрок, доступные миссии, доступные локации и некоторое оборудование.
Внутри фракций игроки могут объединяться во флоты, имеющие общий банк для инвентаря, отдельный чат-канал, собственную Звездную Базу, Посольство на Новом Ромулусе, Дилитиумный рудник и Шпиль (англ. Spire), располагающийся в Сфере Дайсона, и т. д.

### Экономика
На данный момент в STO есть несколько видов игровой валюты.
Основная валюта
1. Энергокредиты. За эту валюту можно покупать и продавать вещи для персонажа и корабля, нанимать офицеров и т. д. на бирже и у NPC-торговцев
2. Дилитий. Можно только покупать вещи для персонажа и корабля, а также нанимать офицеров. Эту валюту можно обменивать на zen.
3. Флотские марки, которые можно получить на специальных ПВЕ-миссиях и обменять на флотские кредиты. Для получения флотских марок не обязательно состоять в каком-то флоте.
4. Флотские кредиты. За эти кредиты можно купить что-то во флотском магазине. Для обмена флотских марок на флотские кредиты необходимо состоять во флоте.

Вторичная валюта
1. Латина. Её можно выиграть на дабо-рулетке на нескольких станциях (напр., на Deep Space 9). За латину можно покупать голо-эмитторы с ограниченным периодом действия для своего корабля (то есть на какое-то время на корабль можно надеть голограмму чего-то другого, например клингонской «хищной птицы»).

### Путешествия и исследования
Во время действия игры персонаж может находиться как на земле, так и в космосе.
Космос в игре делится на секторный (перемещение от одной системы к другой в пределах одного сектора, перемещение от одного блока секторов в другой в пределах квадрантов) и обычный (в пределах планетарной системы). В секторном космосе корабль игрока двигается на варпе, а в пределах планетарной системы — на импульсной скорости. Варп-скорость зависит от типа двигателя и самого корабля.
Наземные и космические локации в игре поражают своей красотой и живописностью. В игре можно увидеть и разрушенные планеты, и системы двойных солнц, и пояса астероидов, а планеты в STO населены диковинными животными и поражающими воображение растениями.

### Бой в космосе
Космический бой проходит в реальном времени с помощью трёхмерной графики со многими различными ракурсами, показывая корабль и внешние объекты, как в сериалах.
Возможность победы в бою зависит от корабельного оборудования, от умений персонажа и офицеров мостика, применяемых игроком, а также от уровня реакции игрока и его смекалки. На элитных уровнях сложности корабль получает реальные повреждения, которые влияют на его боеспособность.

### Пеший бой
Пешие бои во многом похожи на таковые из экшн-игр. Однако вместо прицеливания тут применяется простой захват цели, так что точность попаданий гарантируется. Интересной особенностью Star Trek Online является возможность применения паузы, даже если рядом находятся другие игроки. По словам Олега Чебенеева, журналиста «Игромании», Star Trek Online — «первая онлайновая игра с кнопкой паузы и одна из первых онлайновых RPG, где есть физика — ну, или её подобие».

## Информация о разработке
С 2004 по 2008 год разработкой занималась Perpetual Entertainment. Уже были готовы движок и графика, но студия обанкротилась.
28 июля 2008 года Cryptic Studios официально заявила, что продолжит разработку игры. Большинство наработок предшественницы было отвергнуто, и студия создавала игру практически с нуля.

## Отзывы
| Сводный рейтинг | Сводный рейтинг |
| Агрегатор       | Оценка          |
| --------------- | --------------- |
| GameRankings    | 68,17 %         |